# Horvátország politikai élete
Horvátország politikai életét parlamentáris, demokratikus képviseleti keretek határozzák meg, ahol többpártrendszerben Horvátország miniszterelnöke a kormányfő. A végrehajtó hatalmat Horvátország kormánya és elnöke gyakorolja. A törvényhozó hatalommal a horvát parlament (Szábor) van felruházva. Az igazságszolgáltatás független a végrehajtó és a törvényhozó hatalomtól. A parlament 1990. december 22-én fogadta el Horvátország jelenlegi alkotmányát, és 1991. május 25-én döntött a Jugoszláviától való függetlenség kikiáltásáról. A Horvát Köztársaság szuverenitásáról és függetlenségéről szóló alkotmányos határozat 1991. október 8-án lépett hatályba. Az alkotmányt azóta többször módosították. Az ország első modern pártjai a 19. század közepén alakultak ki, programjuk és szavazóbázisuk, tükrözve a jelentős társadalmi változásokat, mint az Osztrák–Magyar Monarchia felbomlása, a Szerb-Horvát-Szlovén Királyság létrejötte, a diktatúra és a társadalmi válságok, a második világháború, a kommunista uralom létrejötte és a Jugoszláv Szovialista Szövetségi Köztársaság felbomlása, megváltozott.
A köztársasági elnök (Predsjednik/ica) az államfő és a horvát fegyveres erők főparancsnoka, akit közvetlenül választanak öt évre. A kormányt (Vlada), Horvátország legfőbb végrehajtó hatalmát a miniszterelnök vezeti, akinek négy miniszterelnök-helyettese van, akik egyben miniszterként is szolgálnak. Az egyes területek tevékenységéért húsz miniszter felel. A végrehajtó hatalom feladata a jogszabály- és költségvetési javaslattétel, a törvények végrehajtása, valamint a kül- és belpolitika irányainak meghatározása. A parlament egykamarás törvényhozó testület. A Szábor képviselőinek a száma 100 és 160 között mozog; akiket a parlamenti választások során választják meg négy évi időtartamra. A jogalkotó hatáskörébe tartozik az alkotmány és a törvények megalkotása és módosítása; a kormány költségvetésének elfogadása, háború- és békeüzenetek, országhatárok meghatározása, népszavazások és választások kiírása, tisztek kinevezése és felmentése, Horvátország kormányának és más, a Szábornak felelős közhatalom birtokosainak felügyelete, valamint az amnesztiák megadása. A rendszeres elnök- és parlamenti választásokat, valamint a megyei prefektusok (megyei elnökök) és közgyűlések, valamint a városi és önkormányzati polgármesterek és tanácsok megválasztását a horvát alkotmány írja elő.
Horvátország háromszintű, független igazságszolgáltatási rendszerrel rendelkezik, amelyet Horvátország alkotmánya és a Szábor által elfogadott nemzeti jogszabályok szabályoznak. A legmagasabb fellebbviteli bíróság Legfelsőbb Bíróság (Vrhovni sud) míg a városi és megyei bíróságok általános joghatóságú bíróságok. A horvátországi szakosodott bíróságok a következők: kereskedelmi bíróságok és Legfelsőbb Kereskedelmi Bíróság, büntető bíróságok és Legfelsőbb Büntető Bíróság, közigazgatási bíróságok és Legfelsőbb Közigazgatási Bíróság. A horvát alkotmánybíróság (Ustavni sud) egy olyan bíróság, amely elsősorban alkotmányjoggal foglalkozik. Legfőbb hatásköre annak eldöntése, hogy a támadott törvények valóban alkotmányellenesek-e, azaz ütköznek-e az alkotmányban rögzített jogokkal és szabadságjogokkal. A jogi eljárásokban az államot az Ügyészség képviseli. Az Economist Intelligence Unit 2022-ben Horvátországot „hibás demokráciának” minősítette.

## Története

### Az Osztrák-Magyar Monarchiában

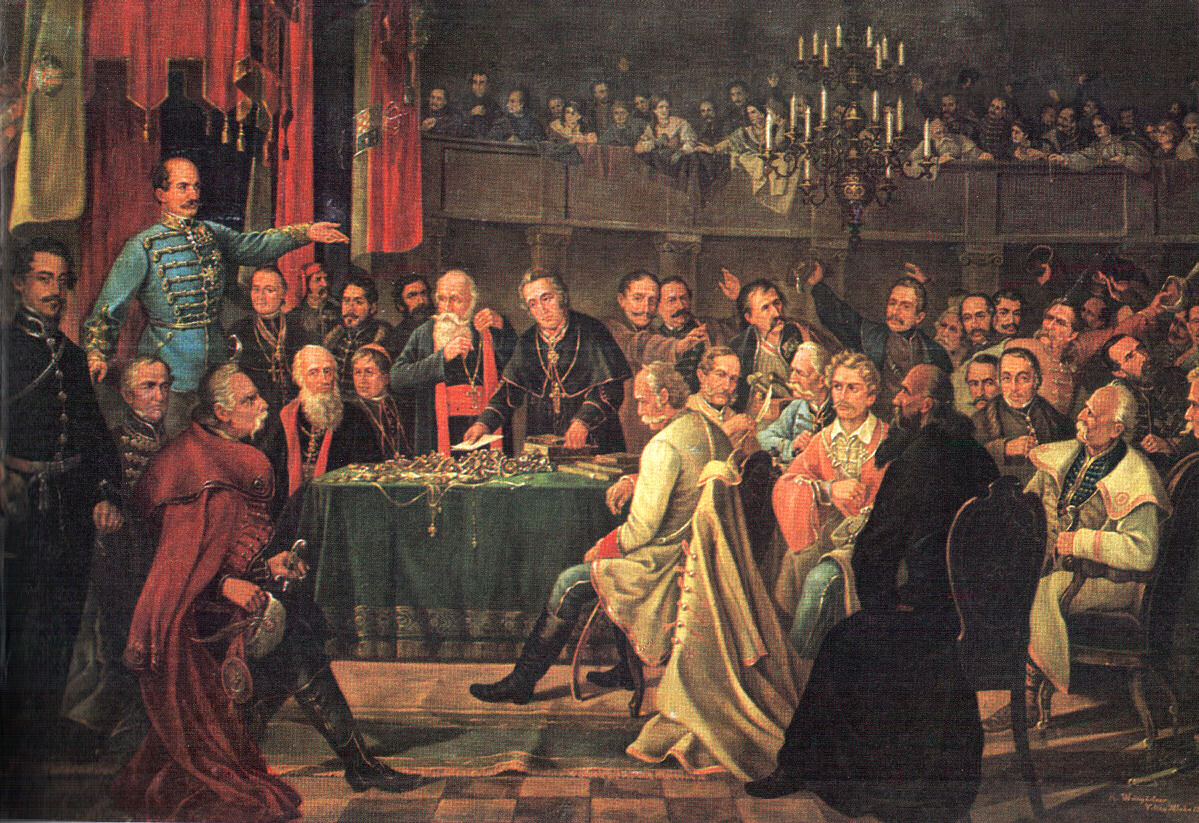
A Szábor ülése 1848-ban

Az 1848-as forradalmi események drámai változásokat hoztak a horvát társadalomban és politikában, lökést adva a horvát nemzeti újjászületésnek, amely erősen befolyásolta és jelentősen alakította a horvátországi politikai és társadalmi eseményeket. Akkoriban a Szábor és Josip Jelačić bán a Magyar Királysággal való kapcsolatok megszakítását szorgalmazta, és a birodalmon belüli más délszláv népekhez fűződő kapcsolatok erősítését hangsúlyozva. Számos prominens horvát politikai személyiség tűnt fel, mint például Ante Starčević, Eugen Kvaternik, Franjo Rački és Josip Juraj Strossmayer. A neoabszolutizmus időszakát az 1867-es osztrák-magyar kiegyezés és a horvát-magyar rendezés követte, amely csak korlátozott függetlenséget biztosított Horvátországnak. Ezt tetézték a horvátoknak a kora középkor óta megszakítás nélkül fennálló, önálló államiságra vonatkozó követelései. Jelentősen hozzájárult a hangulat kialakulásához az a két politikai párt, amely az 1860-as években alakult meg: a Starčević és Kvaternik vezette Jogok Pártja, valamint a Janko Drašković, Ivan Kukuljević Sakcinski, Josip Juraj Strossmayer és Ivan Mažuranić által vezetett Néppárt. Velül ellentétben az 1860-as évek és 1918 közötti időszak nagy részében hatalmon lévő Nemzeti Alkotmánypárt a Horvátország és Magyarország közötti kapcsolatok szorosabbra fűzését szorgalmazta.

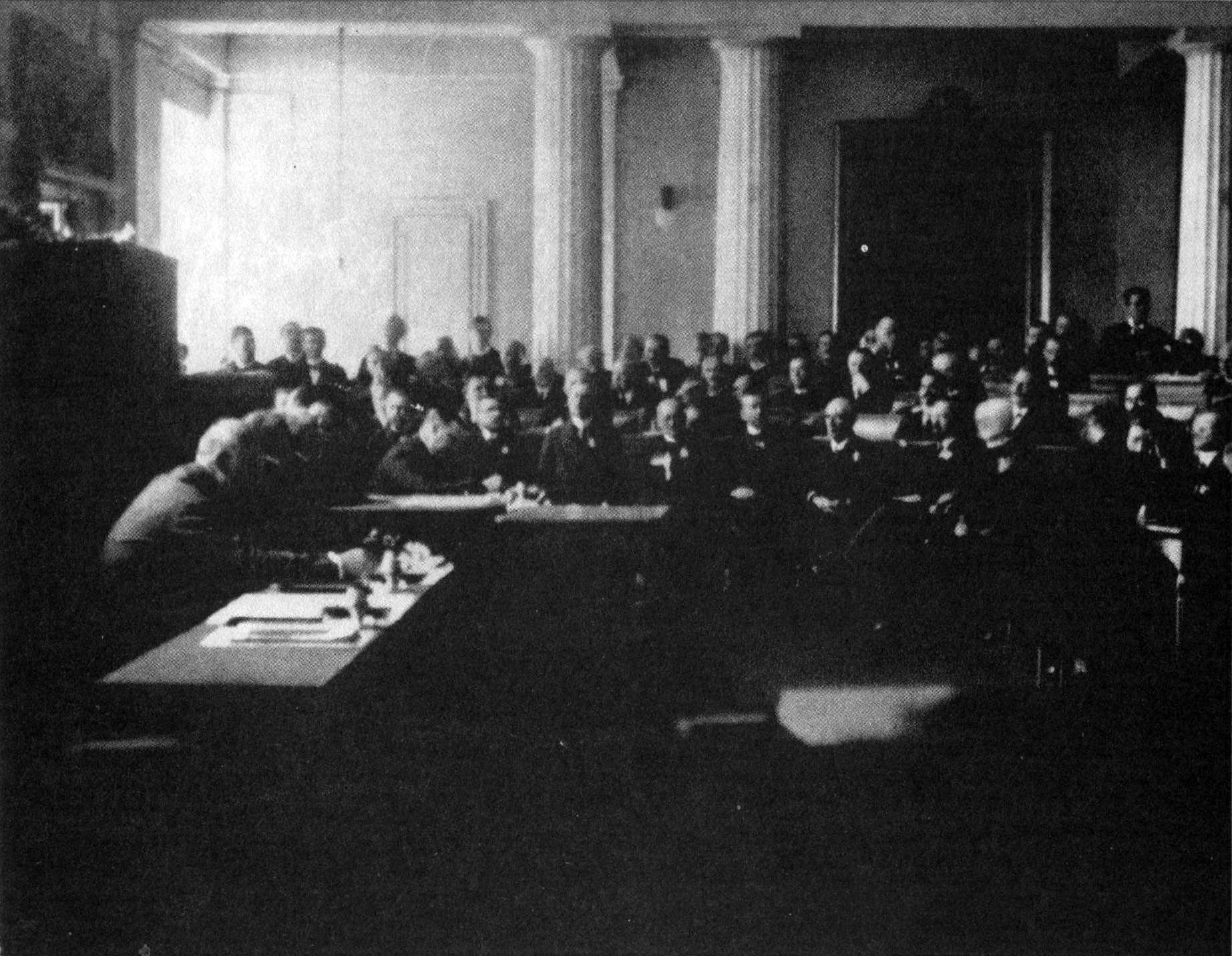
A Szábor 1918. október 29-iki ülése

A korszakban megalakult másik jelentős párt a Szerb Népi Független Párt volt, amely később a Horvát-Szerb Koalíciót hozta létre a Jogok Pártjával és más horvát és szerb pártokkal. A koalíció uralta Horvátországot 1903 és 1918 között. A koalíció vezetői Frano Supilo és Svetozar Pribićević voltak. Az 1904-ben megalakult, Stjepan Radić vezette Horvát Parasztpárt (HSS) kiállt a horvát autonómia mellett, de 1918-ra csak mérsékelt eredményeket ért el. Dalmáciában a két nagy párt a Néppárt – a Néppárt Horvátország-Szlavóniában aktív ága – és az Autonomista Párt volt, amely Dalmácia autonómiájának fenntartását szorgalmazza, szemben a Néppárt Horvátország-Szlavónia és Dalmácia egyesítésére irányuló követelésével. Az Antonio Bajamonti által vezetett Autonomista Párt szintén az olasz irredentizmushoz kötődött. 1900-ra a Jogok Pártja jelentős eredményeket ért el Dalmáciában. Az első három választást az autonomisták nyerték meg, de 1870 után az összes választást a Néppárt nyerte meg. Az 1861–1918 közötti időszakban a Horvát-Szlavón Királyságban tizenhét, a Dalmáciai Királyságban pedig tíz választást tartottak.

### Jugoszláviában

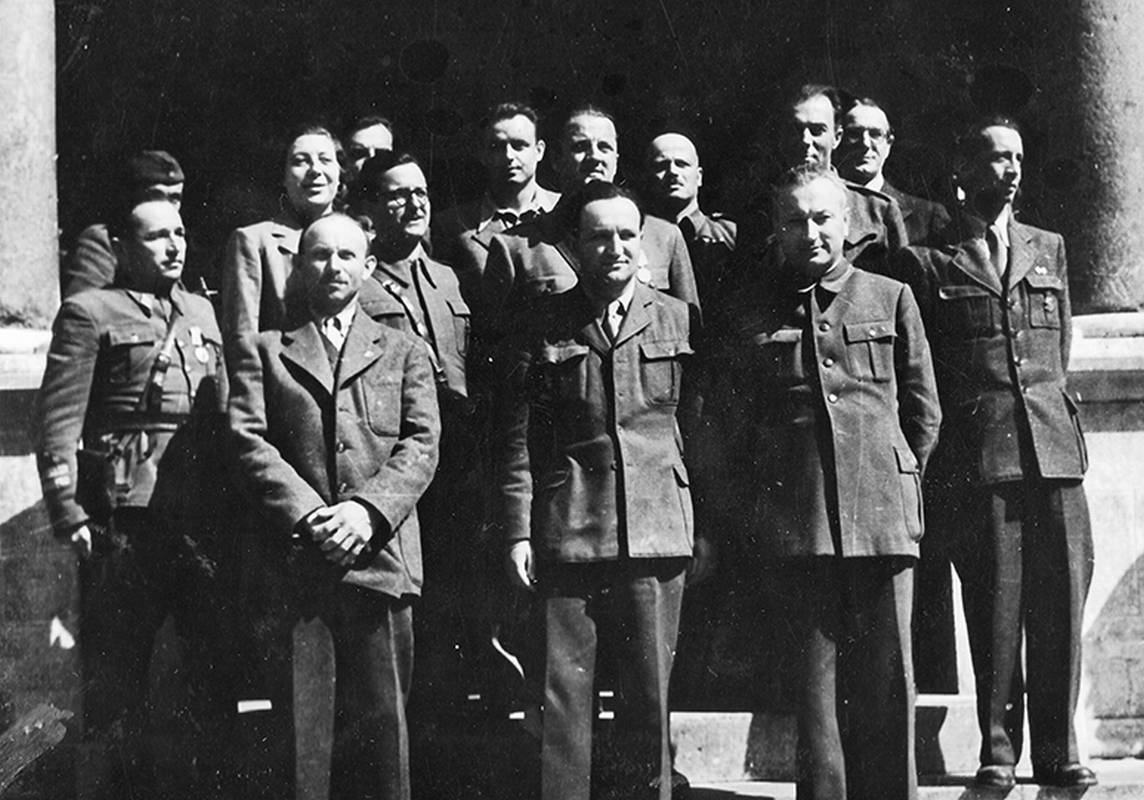
A Horvát Szocialista Népköztársaság kormánya (második Bakarić-kormány) 1945. április 14-én

A Szerb-Horvát-Szlovén Királyság megalakulása után a HSS a legnépszerűbb horvát politikai párttá nőtte ki magát, és a betiltására tett erőfeszítések ellenére is nagyon népszerű volt. Az 1921-es alkotmány egységes államként határozta meg a királyságot, és felszámolta a történelmi közigazgatási megosztottságot, ami gyakorlatilag véget vetett a horvát autonómiának; az alkotmányt a HSS ellenezte. A politikai helyzet tovább romlott, mivel 1928-ban a jugoszláv parlamentben meggyilkolták a HSS vezetőjét Stjepan Radićot, ami 1929 januárjában Sándor király diktatúrájához vezetett. Az ekkor már Vladimir Maček vezette HSS továbbra is kiállt Jugoszlávia föderalizációja mellett, aminek eredményeként megszületett az 1939. augusztusi Cvetković–Maček-megállapodás és az autonóm Horvát Banovina. A jugoszláv kormány megtartotta az ellenőrzést a védelem, a belső biztonság, a külügy, a kereskedelem és a közlekedés felett, míg a többi ügyet a horvát szábor és a korona által kinevezett bán irányította. Ez az elrendezés a második világháború kezdetével hamar elavulttá vált, amikor megalakult a Független Horvát Állam, amely betiltott minden politikai ellenzéket. Ezután a HSS külföldön működött tovább.
Az 1945-ös választásokon a kommunistáknak nem volt ellenfele, mert a többi párt nem vett részt rajta. Miután hatalomra kerültek, a kommunisták egypárti politikai rendszert vezettek be, amelyben a Jugoszlávia Kommunista Pártja volt a kormányzó párt, a Horvát Kommunista Párt pedig annak fiókszervezete. 1971-ben a horvát nemzeti mozgalom, amely nagyobb polgárjogokra és a jugoszláv gazdaság decentralizálására törekedett, a horvát tavaszban csúcsosodott ki, amelyet a jugoszláv vezetés elnyomott. 1990 januárjában a Jugoszláv Kommunista Párt a nemzeti vonalak mentén széttöredezett; a horvát frakció lazább szövetséget követelt.

### A mai Horvátországban

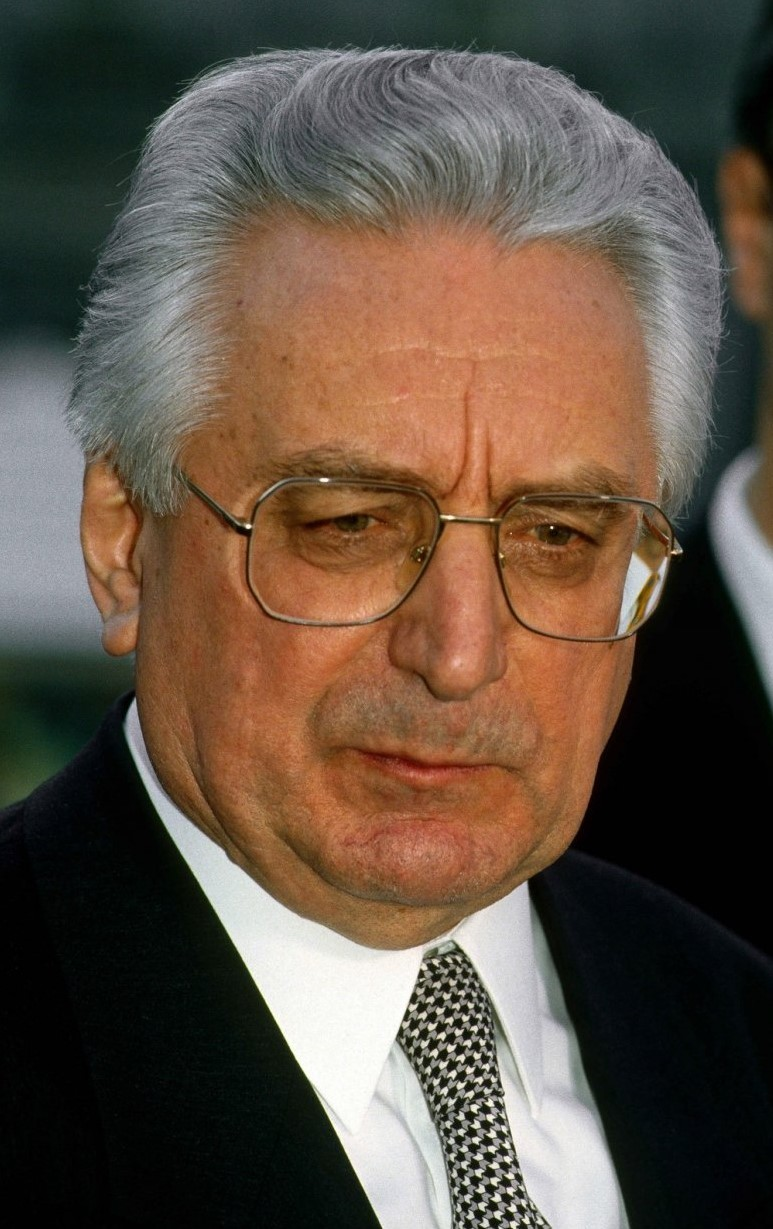
Franjo Tuđman 1995-ben

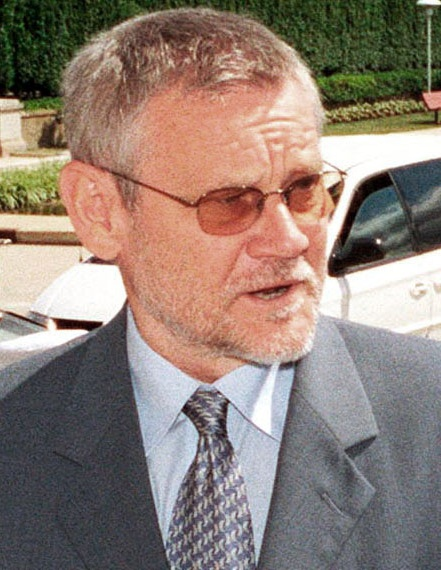
Ivica Račan 2002-ben

1989-ben a Horvát Szocialista Köztársaság kormánya úgy döntött, hogy válaszul a növekvő igényekre, hogy engedélyezzék a kommunista párton kívüli politikai tevékenységeket elfogadja a más politikai pártok létezését. A kommunista uralom kezdete óta Horvátországban elsőként alapított politikai pártok az 1989. május 20-án megalakult Horvát Szociálliberális Párt (HSLS), és az 1989. június 17-én alapított Horvát Demokratikus Közösség (HDZ) voltak. A megreformált kommunista párt élére 1989 decemberében Ivica Račan került. Ezzel egyidejűleg a párt beszüntette a politikai pereket, elengedte a politikai foglyokat, és támogatta a többpártrendszert. A civil szervezetekről szóló törvényt 1990. január 11-én módosították, lehetővé téve a politikai pártok létrehozását, legalizálva a már megalapított pártokat.
Az első többpárti választások 1990. április 22-iki első fordulójáig már 33 pártot regisztráltak. A legjelentősebb pártok és koalíciók a Horvátországi Kommunisták Szövetsége – Demokratikus Változások Pártja (a Kommunista Párt új neve), a Horvát Demokratikus Közösség (HDZ) és a Népi Egyetértés Koalíciója (KNS) voltak, amelybe a Dražen Budiša vezette HSLS és a HSS – amely 1989 decemberében folytatta működését Horvátországban – is beletartozott. A választás második fordulóját 1990. május 6-án tartották, melyen a reformkommunistákat és a KNS-t megelőzve a Franjo Tuđman vezette HDZ nyert. A horvát tavaszt irányító Savka Dabčević-Kučar és Miko Tripalo vezette KNS hamarosan egyes pártokra bomlott. A HDZ a 2000-es parlamenti választásokig megőrizte parlamenti többségét, amikor vereséget szenvedett a Račan vezette Horvát Szociáldemokrata Párttól (SDP). A nemzeti egységkormány élére – mivel a horvátországi háború egyre hevesebbé vált – 1991 júliusában Franjo Gregurićot, a HDZ képviselőjét nevezték ki miniszterelnöknek. Kinevezése 1992 augusztusáig tartott. Mandátuma idejére esett Horvátország függetlenségi nyilatkozata, mely 1991. október 8-án lépett hatályba. A HDZ a 2003-as parlamenti választáson tért vissza a hatalomba, míg az SDP továbbra is a legnagyobb ellenzéki párt maradt.

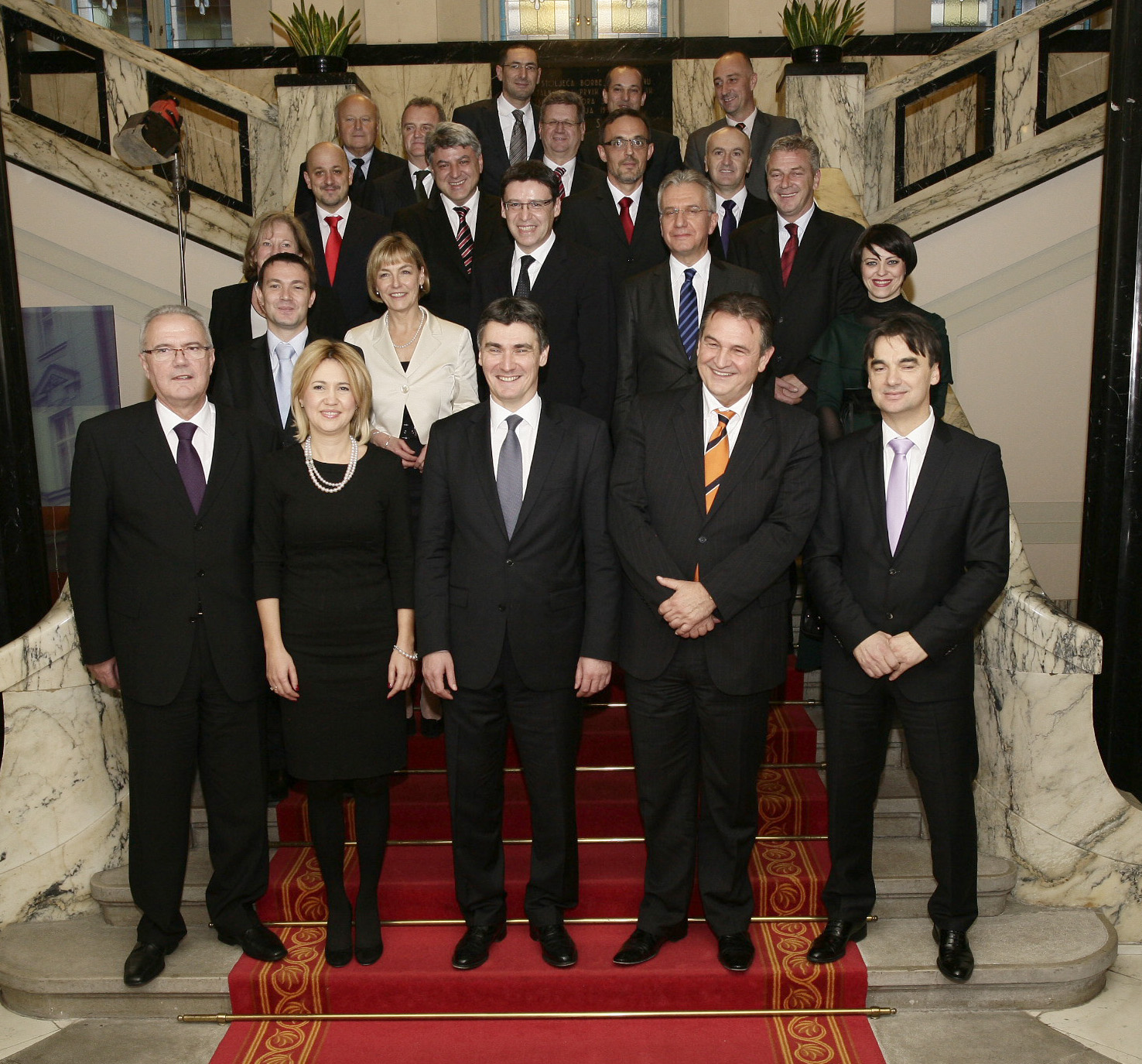
A Horvát Köztársaság 12. kormánya (miniszterelnök: Zoran Milanović) 2011-ben

Franjo Tuđman 1992-ben és 1997-ben is megnyerte az elnökválasztást. Mandátuma alatt Horvátország 1990-ben elfogadott alkotmánya félelnöki rendszert írt elő. Tuđman 1999-es halála után az alkotmányt módosították, és az elnöki jogkörök nagy része a parlamentre és a kormányra került. Stjepan Mesić 2000-ben és 2005-ben két egymást követő ciklusban nyert a Horvát Néppárt (HNS) színeiben. Ivo Josipović, az SDP jelöltje nyerte meg a 2009. decemberi és 2010. januári elnökválasztást. A 2015. januári második választási fordulóban Kolinda Grabar-Kitarović legyőzte Josipovićot, így ő lett Horvátország első női elnöke. 2020 januárjában Zoran Milanović, volt szociáldemokrata miniszterelnök nyerte meg az elnökválasztást. A választás második fordulójában legyőzte a kormányzó Horvát Demokratikus közösség (HDZ) jelöltjét, Kolinda Grabar-Kitarovicot. 2020 júliusában a kormányzó jobboldali HDZ nyerte meg a parlamenti választást. 2016-tól a HDZ vezette koalíció folytatja a kormányzást Andrej Plenković miniszterelnök vezetésével.

## A jogi keretrendszer
Horvátország unitárius, demokratikus parlamentáris köztársaság. A kormányzó kommunista párt összeomlását követően Horvátország 1990-ben új alkotmányt fogadott el – amely felváltotta a Horvát Szocialista Köztársaság által 1974-ben elfogadott alkotmányt – és megadta az első többpárti választások jogi kereteit. Továbbra is az 1990-es alkotmány van érvényben, melyet azonban elfogadása óta négyszer módosítottak – 1997-ben, 2000-ben, 2001-ben és 2010-ben. Horvátország 1991. október 8-án kiáltotta ki függetlenségét Jugoszláviától, ami Jugoszlávia felbomlásához vezetett. Az Egyesült Nemzetek Szervezete 1992-ben nemzetközileg elismerte  a szuverén Horvátország státuszát. Az 1990-es alkotmány értelmében Horvátország 2000-ig félelnöki rendszert működtetett, de ekkor átállt a parlamentáris rendszerre. A horvátországi hatalmi rendszer törvényhozói, végrehajtói és bírói hatalomra oszlik. Horvátország jogrendszere polgári jogi, melynek intézményi kereteit erősen befolyásolja az Osztrák-Magyar Monarchia jogi öröksége. Mire az EU-csatlakozási tárgyalások 2010. június 30-án lezárultak, a horvát jogszabályokat teljesen harmonizálták az európai közösségi jogszabályokkal. Horvátország 2013. július 1-jén lett az Európai Unió tagállama.

### A végrehajtó hatalom

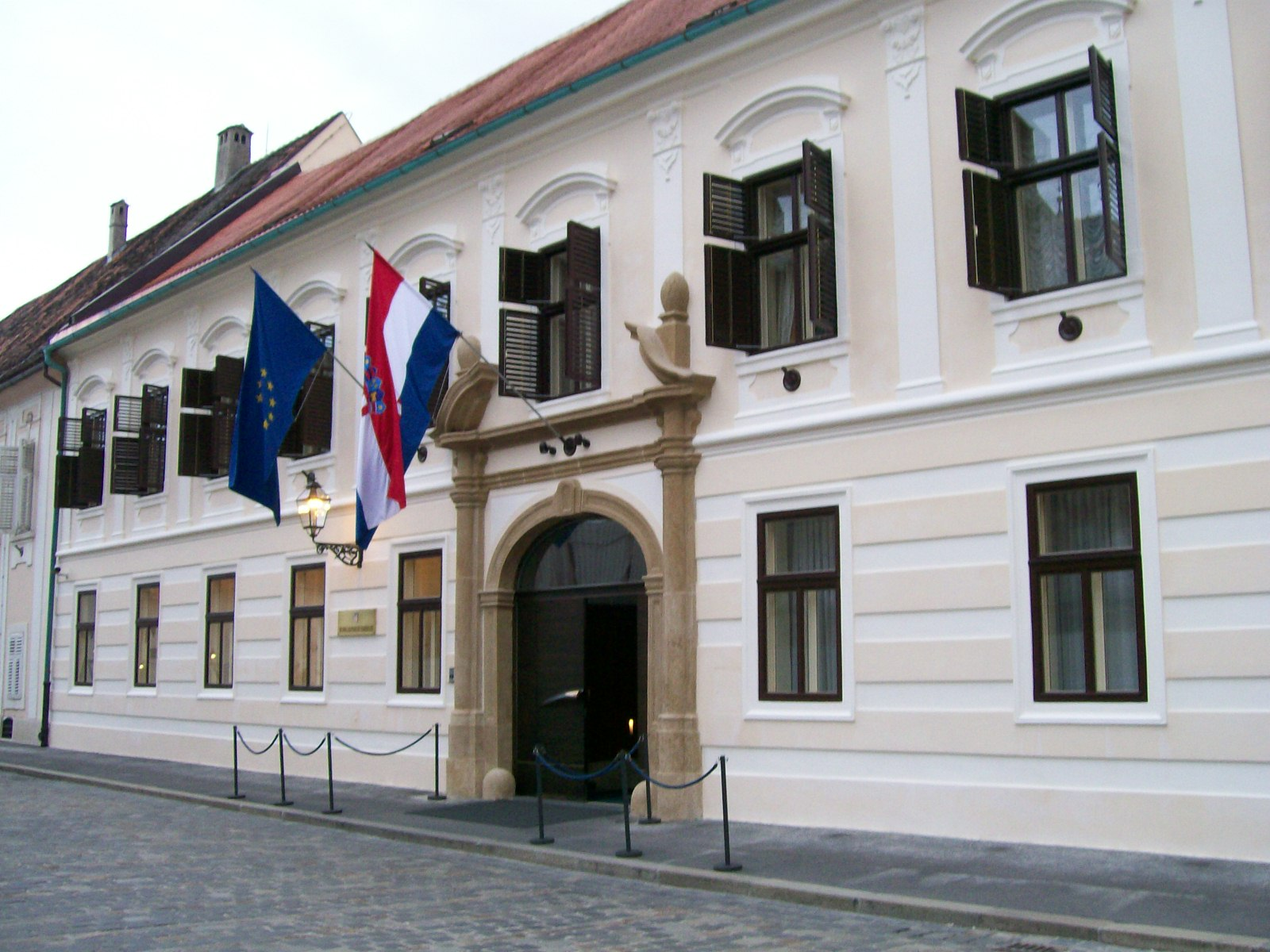
Banski dvori, a horvát kormány székhelye

Az államfő a köztársasági elnök (Predsjednik/ica Republike). Az elnököt közvetlenül választják, megbízatása öt évre szól. Az elnök a fegyveres erők főparancsnoka, ő nevezi ki Szábor egyetértésével (az összes képviselő többsége) a miniszterelnököt, és némi befolyása van a külpolitikára is. A legutóbbi elnökválasztást 2021-ben tartották, melyet Zoran Milanović nyert meg, aki már 2016 óta tölti be ezt a tisztséget.Az alkotmány legfeljebb két ciklusra korlátozza az elnöki tisztség betöltését, és megtiltja, hogy az elnök bármely politikai párt tagja legyen. Következésképpen a megválasztott elnök beiktatása előtt kilép a pártjából.
A kormányt (Vlada), Horvátország legfőbb végrehajtó hatalmát a miniszterelnök vezeti, akinek négy helyettese van, akik egyben a kormány miniszterei is. 16 további miniszter van, akiket a miniszterelnök nevez ki a Szábor egyetértésével (az összes képviselő többsége); ezek felelősek az egyes ágazatokért. A végrehajtó hatalom feladata a jogszabály- és költségvetési javaslattétel, a törvények végrehajtása, valamint az ország kül- és belpolitikájának irányítása. A kormány hivatalos rezidenciája Banski dvoriban található. 2016. október 19-től a kormányfő Andrej Plenković.

### A törvényhozás

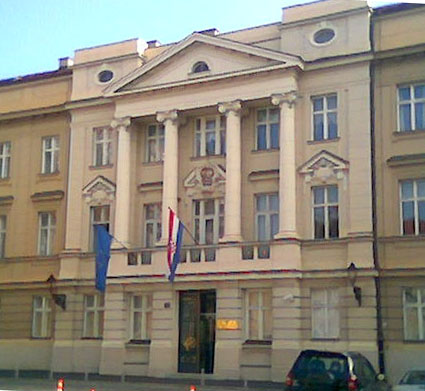
A Szábor épülete

A horvát parlament (a Szábor) egykamarás törvényhozó testület. A második kamara, a Megyei Kamara (Županijski dom) az 1990-es alkotmány értelmében 1993-ban jött létre. A Megyei Kamara eredetileg a húsz megye és Zágráb városának három-három képviselőjéből állt. Mivel azonban nem volt gyakorlati jogköre a képviselőtestület felett, 2001-ben megszűnt, és jogköre a megyei önkormányzatokhoz került. A Szábor képviselőinek száma 100 és 160 között változhat; mindannyiukat népszavazás útján választják meg, és mandátumuk négy évre szól. 140 képviselőt a választókerületekben választanak meg, legfeljebb hat tagot arányos képviselettel választanak ki a külföldön élő horvátok képviseletére, öt tag pedig az etnikai és nemzeti közösségeket vagy kisebbségeket képviseli. Horvátország két legnagyobb politikai pártja a Horvát Demokratikus Közösség (HDZ) és a Horvát Szociáldemokrata Párt (SDP).
A Szábor nyilvános üléseken két ülésszakban ülésezik; az első január 15-től június 30-ig, a második pedig szeptember 15-től december 15-ig tart. Rendkívüli ülést a köztársasági elnök, a parlament elnöke vagy a kormány hívhat össze. A törvényhozás hatáskörébe tartozik az alkotmányalkotás és módosítás, a törvényalkotás, az állami költségvetés elfogadása, a háború- és békeüzenet, az országhatárok megváltoztatása, a népszavazás és választások kiírása és lebonyolítása, a hivatali kinevezések és felmentések, valamint az államháztartás felügyelete. Felügyeli Horvátország kormányának és más, a Szábornak felelős közhatalom gyakorlóinak munkáját, valamint amnesztiát hirdet. A határozatot, amennyiben a kamara több mint fele jelen van, többségi szavazással hozzák meg, kivéve az alkotmányjogi kérdéseket.

### A bírói hatalom
Horvátországban háromszintű, független igazságszolgáltatási rendszer működik, amelyet az alkotmány és a Szábor által elfogadott jogszabályok szabályoznak. Horvátország legmagasabb szintű fellebbviteli bírósága a Legfelsőbb Bíróság (Vrhovni sud), melynek meghallgatásai nyíltak, az ítéleteket nyilvánosan hozzák, kivéve azokat az eseteket, amikor a vádlott magánéletét védeni kell. A bírákat az Országos Bírói Tanács nevezi ki, és a bírói tisztség hetven éves korig tölthető be. A Legfelsőbb Bíróság elnökét a köztársasági elnök javaslatára a horvát parlament választja meg négy évre. A Legfelsőbb Bíróság polgári és büntetőjogi kollégiumokkal rendelkezik. A háromszintű igazságszolgáltatás alsó két szintje a megyei és a városi bíróságokból áll. Az országban tizenöt megyei és hatvanhét városi bíróság működik.

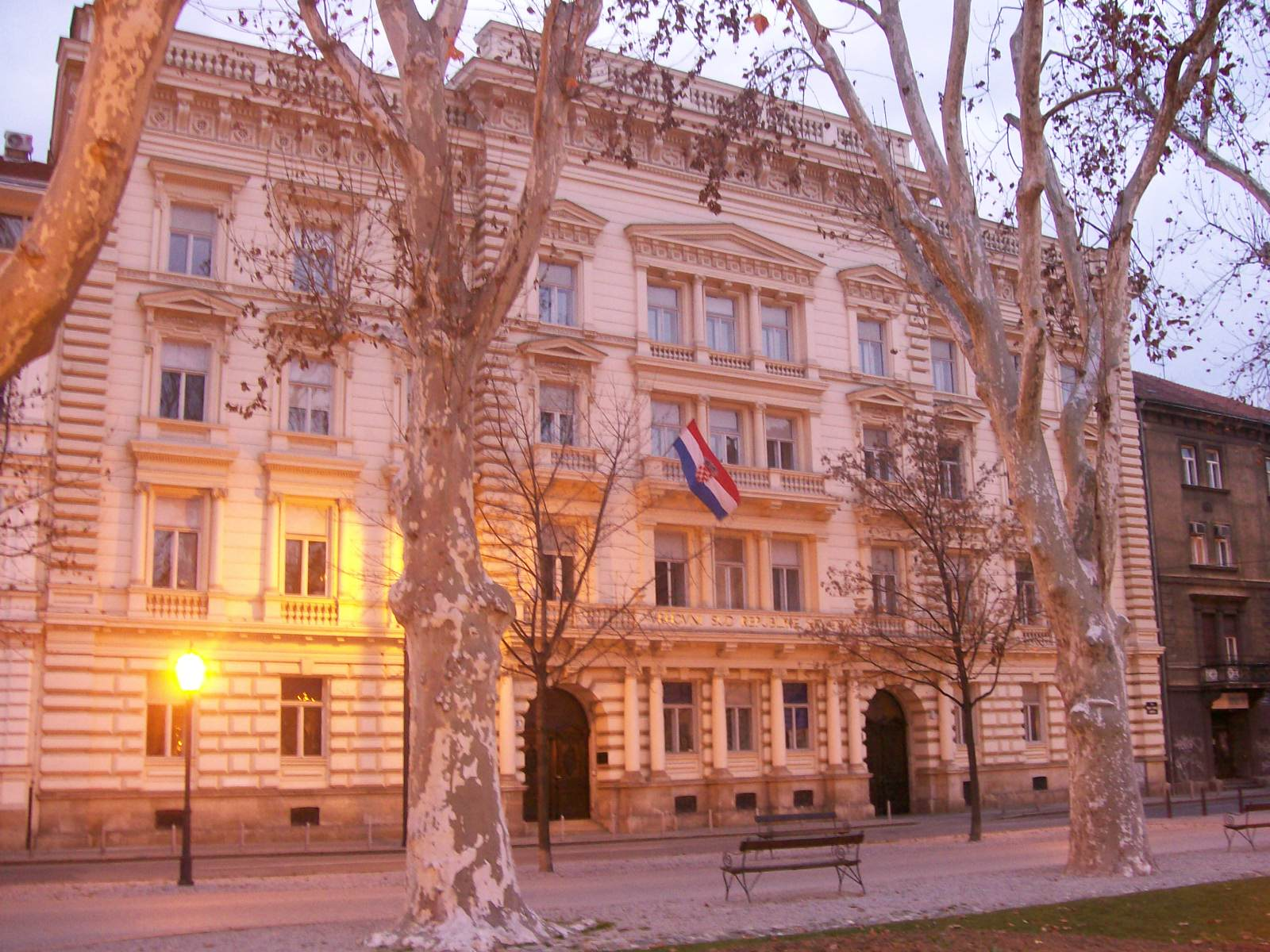
A Legfelsőbb Bíróság épülete

Vannak más speciális bíróságok is Horvátországban; a kereskedelmi bíróságok és a Legfelsőbb Kereskedelmi Bíróság, a vétségügyi bíróságok, amelyek olyan jelentéktelen bűncselekményeket tárgyalnak, mint például a közlekedési szabályok megsértése, a Legfelsőbb Vétségügyi Bíróság, a Közigazgatási Bíróság és a Horvát Alkotmánybíróság (Ustavni sud). Az Alkotmánybíróság a jogszabályok alkotmánynak való megfelelésére vonatkozó kérdésekben dönt, az alkotmányellenes jogszabályokat hatályon kívül helyezi, az alkotmányos rendelkezések megsértését jelenti a kormánynak és az Országgyűlésnek, a kormány indítványára kinyilvánítja az Országgyűlés levezető elnökét abban az esetben, ha az ország elnöke cselekvőképtelenné válik, hozzájárul az elnök elleni büntetőeljárás megindításához vagy letartóztatásához, valamint meghallgatja az Országos Bírói Tanács határozatai elleni fellebbezéseket. A bíróság tizenhárom bíróból áll, akiket a parlamenti képviselők választanak meg nyolc évre. Az Alkotmánybíróság elnökét a bírósági bírák választják meg négy évre. Az Országos Bírói Tanács (Državno Sudbeno Vijeće) tizenegy tagból, konkrétan hét bíróból, két jogtudományi egyetemi tanárból és két parlamenti képviselőből áll, akiket az Országgyűlés jelöl és választ meg négy évre, és legfeljebb két ciklusra szólhat. Kinevezi az összes bírót és bírósági elnököt, kivéve a Legfelsőbb Bíróság esetét.
Az államot a jogi eljárásokban az Ügyészség képviseli. Vezetője a főügyész, akinek irányítása alatt a központi hivatalban huszonhárom helyettes, valamint a tizenöt megyei és a harminchárom önkormányzati államügyészségnél alacsonyabb beosztású ügyészek dolgoznak. Az államügyészt a parlament nevezi ki. A korrupció és a szervezett bűnözés elleni küzdelemmel foglalkozó speciális Állami Ügyészség, az USKOK 2001 végén jött létre.

## A választások rendje
A köztársasági elnök, a parlamenti, a megyei prefektusok, a megyei közgyűlések, a városi és önkormányzati polgármesterek, valamint a városi és önkormányzati tanácsok rendszeres megválasztását horvát alkotmány és törvénykezés írja elő. A köztársasági elnököt Horvátország összes állampolgárának közvetlen szavazásával választják meg öt évre. A győzelemhez többségi szavazat szükséges. Második választási fordulót tartanak abban az esetben, ha a szavazás első fordulójában egyetlen jelölt sem szerzi meg a többséget. Az elnökválasztást az alkotmány és a vonatkozó jogszabályok szabályozzák; ez utóbbi meghatározza a technikai részleteket, a fellebbezéseket és hasonló kérdéseket.

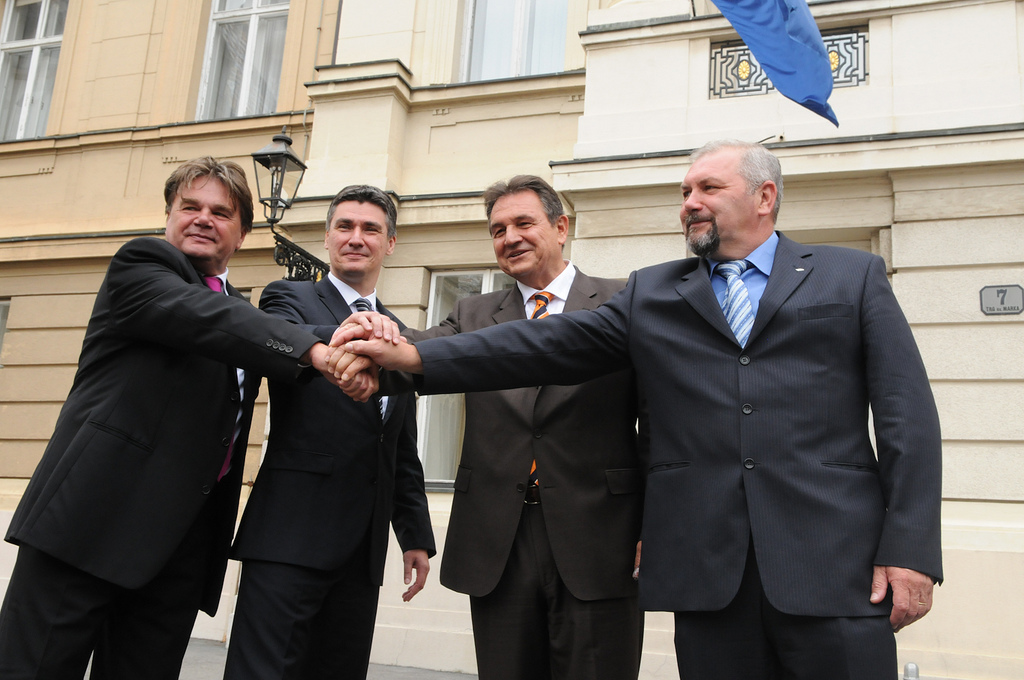
A Kukuriku koalíció: Ivan Jakovčić, Zoran Milanović, Radimir Čačić és Silvano Hrelja 2012-ben

A tíz többmandátumos választókerületben, amelyeket a meglévő megyehatárok alapján határoznak meg, olyan módosításokkal, hogy minden választókerületben 5 százalékon belül legyen az eltérés a szavazásra jogosultak számában, 140 országgyűlési képviselőt választanak meg négy évre. Horvátország külföldön élő állampolgárait a tizenegyedik választókerülethez számítják; mandátumainak számát azonban a legutóbbi országgyűlési választásra nem rögzítették. Ehelyett a tíz horvát választókerületben leadott szavazatok és a tizenegyedik választókerületben leadott szavazatok alapján számították ki. A 2007-es parlamenti választáson a tizenegyedik választókerület öt képviselőt választott. A 2011-es parlamenti választáson először alkalmazott alkotmánymódosítások megszüntették ezt a rendszert, és a tizenegyedik választókerületbe véglegesen három képviselőt jelöltek ki. Ezen kívül nyolc parlamenti képviselőt a Horvátországban huszonkét elismert kisebbséghez tartozó választópolgárok választanak: a szerb kisebbség három, a magyarok és az olaszok egy-egy képviselőt, a cseh és szlovák kisebbség közösen kettőt, míg az összes többi kisebbség még két képviselőt választ a parlamentbe. A szavazásra az 5%-os választási küszöb mellett, a Standard D'Hondt-képletet alkalmazzák. A legutóbbi parlamenti választáson 151 képviselőt választottak meg.
A megyei elöljárókat, valamint a városi és önkormányzati polgármestereket négy évre választják meg a helyi önkormányzati egységeken belül leadott szavazatok többségével. A választás második fordulóját akkor tartják, ha a szavazás első fordulójában egyetlen jelölt sem szerzi meg a többséget. A megyei, városi és önkormányzati képviselő-testület tagjait négy évre választják arányos képviselettel; a teljes önkormányzati egység egyetlen választókerületet alkot. A tanács tagjainak számát a vonatkozó jogszabályok alapján maguk a tanácsok határozzák meg. Ezután a választási bizottságok feladata annak megállapítása, hogy az alkotmány által előírt módon vannak-e a nemzeti kisebbségek képviselve a tanácsban. Ha a kisebbségek nem képviseltetik magukat, további, a kisebbségekhez tartozó, nem az arányos képviseleti rendszerben megválasztott tagokat választanak ki a választási jelöltlistákról, akik szintén bekerülnek a tanácsba.

## Az önkormányzatok

Horvátország megyéi

Horvátországot először a középkorban osztották fel megyékre (županija). Ez a felosztás, tükrözve az oszmán hódítás miatti területvesztéseket és ugyanezen terület későbbi visszafoglalását, valamint Dalmácia, Dubrovnik és Isztria politikai státuszának változásait, idővel megváltozott. Amikor az 1920-as években a Szerb-Horvát-Szlovén Királyság, illetve az azt követő Jugoszláv Királyság bevezette az oblastokat, illetve a banovinákat, az ország hagyományos megyékre való felosztása megszűnt. 1945 után a kommunista uralom alatt Horvátország, mint Jugoszlávia része, felszámolta ezeket a korábbi felosztásokat, és Horvátországot mintegy száz településre felosztva új önkormányzati rendszert vezetett be. Az 1992-es törvényhozási határozat újra bevezette a megyéket, amelyek az 1920-as évek előtti felosztásokhoz képest területileg jelentősen megváltoztak. Míg 1918-ban Horvátország transzlajtániai részét nyolc megyére osztották fel Belovár, Gospić, Ogulin, Pozsega, Vukovár, Varasd, Eszék és Zágráb székhellyel, az 1992-es törvény ugyanazon a területen tizenöt megyét hozott létre. A megyék 1992-es újraalapítása óta Horvátország húsz megyére és a fővárosra, Zágrábra oszlik, amely egyben megyei és városi jogkörrel és jogállással is rendelkezik. Egyes esetekben a megyék határait megváltoztatták, a legutóbbi felülvizsgálatra 2006-ban került sor. A megyék 128 városra és 428 községre tagolódnak.
A megyei prefektusokat, a városi és önkormányzati polgármestereket az illetékes önkormányzati egységeken belül leadott szavazatok többségével négy évre választják meg. Ha az első fordulóban egyetlen jelölt sem szerzi meg a többséget, második választási fordulót tartanak. A megyei, városi és önkormányzati képviselőtestület tagjait, arányos képviselettel, a teljes önkormányzati egységben kilalakított egyetlen választókerületben négy évre választják. A tanácsok létszámát a vonatkozó jogszabályok alapján maguk a tanácsok határozzák meg. Ezt követően a választási bizottságok feladata annak megállapítása, hogy a nemzeti etnikai kisebbségek az alkotmány előírásai szerint képviselve vannak-e a tanácsban. A kisebbségekhez tartozó további tagok is bekerülhetnek a tanácsba, ha az arányos képviseleti rendszerben az adott kisebbség jelöltjeit nem választották meg. A kampánycsend, mint minden más típusú választáson Horvátországban, a választás előtti napon érvényesül, és a választás napján 19:00 óráig tart, amikor a szavazóhelyiségek bezárnak.

## Fordítás
Ez a szócikk részben vagy egészben  a   Politics of Croatia című angol Wikipédia-szócikk ezen változatának fordításán alapul.  Az eredeti cikk szerkesztőit annak laptörténete sorolja fel. Ez a jelzés csupán a megfogalmazás eredetét és a szerzői jogokat jelzi, nem szolgál a cikkben szereplő információk forrásmegjelöléseként.